# Хіґасі-Каґура

43°41′47″ пн. ш. 142°27′6″ сх. д. / 43.69639° пн. ш. 142.45167° сх. д.
Хіґа́сі-Ка́ґура (яп. 東神楽町, ひがしかぐらちょう, МФА: [çigaɕi̥ kagura t͡ɕoː]) — містечко в Японії, в повіті Камікава округу Камікава префектури Хоккайдо. Станом на 1 жовтня 2008 року площа містечка становила 68,64 км². Станом на 31 березня 2017 населення містечка становило 10 375 осіб.